# Maurice Tabard
Maurice Tabard (Lió, 12 de juliol de 1897 - Niça, 23 de febrer de 1984) va ser un fotògraf francès.
Va començar a estudiar per a músic però no va tenir èxit. Amb disset anys el seu pare el va matricular a l'Institut de Fotografia de Nova York i va començar a treballar en aquesta ciutat. Després de la mort del seu pare el 1922, va ensenyar alguns retrats al fotògraf Backrach que treballava a la Cinquena Avinguda i li va proporcionar accés a una clientela selecta. Posteriorment es va convertir en fotògraf oficial del president Calvin Coolidge.
Va tornar a París i es va dedicar a la fotografia de moda col·laborant amb revistes com Le Jardin des Modes, Vu, Vogue i L'Art Vivant. En aquests anys va conèixer a Magritte i el 1931 va realitzar la seva fotografia més coneguda, que es titula "Composition (surimpression)", considerada un exemple de treball surrealista. El 1933 va realitzar la seva primera exposició i per aquesta època va conèixer a Brassaï, André Kertész i Man Ray. La seva obra es trobava influenciada per la Nova Visió i utilitzava recursos com la solarització, el fotograma o la sobreimpressió.
El 1934 va estar treballant en el rodatge de la pel·lícula L'Atalante de Jean Vigo al costat de Roger Parry. El 1938 va participar en l'exposició «Photography 1839-1937» al Museu d'Art Modern de Nova York. Poc després va dirigir l'estudi fotogràfic de la revista Marie Claire. Després de la segona guerra mundial va tornar als Estats Units i va treballar per Harper's Bazaar i Vogue, també va impartir classes de fotografia a la universitat d'Hudson. Es va retirar el 1966.
Va morir a Niça el 23 de febrer de 1984.